# المجنة (حرض)

تعديل مصدري - تعديل

المجنة هي إحدى قرى عزلة الشعاب بمديرية حرض التابعة لمحافظة حجة، بلغ تعداد سكانها 57 نسمة حسب تعداد اليمن لعام 2004.